# تازة كند سرند
تازة كند سرند هي قرية في مقاطعة هريس، إيران. عدد سكان هذه القرية هو 225 في سنة 2006.